# روجر ألتمان
روجر ألتمان (بالإنجليزية: Roger Altman) هو مصرفي أمريكي، ولد في 2 أبريل 1946 في بروكلين في الولايات المتحدة.

## وصلات خارجية
- روجر ألتمان على موقع إن إن دي بي (الإنجليزية)